# Феникија
Феникија је била античка цивилизација која се простирала у узаном обалском појасу источног Средоземног мора у Сирији од реке Елевтерос на северу до предгорја Кармил на југу (данашњи Либан), дужине 240 km и ширине око 20 km. Феничани (Сидонци, Хананци, Пуни), стари поморско-трговачки народ, владали су Средоземним морем и основали низ самосталних градова-држава који су понекад образовали савезе под хегемонијом једног од њих, најпре Сидона, а затим Тира, који је стекао превласт над феничанским градовима. Претпоставља се да су се доселили са Еритрејског мора, а да су им корени семитски. Конретнијих података нема пошто су они по уређењу више били савез трговачких заједница него земља са територијалним границама.

## Име
Феничани себе нису звали Феничанима, већ Сидонцима, по Сидону, једном од њихова два најважнија града, који је лежао северно од Тира. Кад су стари Грци први пут дошли у додир са овим поморским народом, назвали су их фоиники, то јест, љубичасти, што се повезује са производњом љубичасте боје по чему су и били познати. Кад се овај смисао речи изгубио, људи су доводили у везу име Феничана с домовином тајанствене птице феникс, за коју се говорило да живи пет стотина година и да се обнавља тако што спали себе и своје гнездо, а тада се нова птица појави из пепела старе.
Оних неколико помена феничанског језика, који су остали сачувани, налазе се у једној комедији Плаута, римског комедиографа из трећег века. Нека лица те комедије говоре простим феничанским наречјем. Исто тако у неком модерном делу човек наилази на одломке чудноватог и неразумљивог језика, уметнуте ту и тамо, да би код публике изазвали смех на рачун малог посредника, трговчића, који је допутовао из далека, а припада једном делу људске заједнице, који никад није био популаран.

## Колоније
Феничани су основали колоније у свим деловима Средоземног мора. И Кадиз у Шпанији и Марсеј у Француској, као и већина градова на Сардинији и Корзици, и Картагина на северној обали Африке, све су то биле феничанске насеобине много пре него што су припадале Грцима и Римљанима. Постоје поуздани докази да су Феничани прошли кроз Херкулове стубове (модерни Гибралтар) много пре него се ма ко други одважио на тако далек пут. Има скоро исто тако веродостојних доказа да су они пловили до Сцили острва, на југу Енглеске, и тамо мењали медитеранску робу за калај из Корнвола. Чини се да им никад није било допуштено ступити на енглеско тло, јер су уживали врло рђав глас. Велшани су радије с њима трговали на неутралном (и по свој прилици ненастањеном) земљишту.
Чини се да су продрли и у Балтик. Балтичко море је у старо доба било права ризница за сваког предузетног трговца. Балтик је био домовина неке смоле коју су римске госпође употребљавале за бојење косе. Кад је црвена коса већ једном била у моди, свака је римска матрона морала бојити косу. Стога су најстарији трговачки путеви, који воде из северног дела Европе у јужни, били они којима су ишли торбари с товарима јантара на леђима.
Али Феничани се нису зауставили на Балтику. Херодот прича о феничанској морнарици, коју је египатски фараон Неко II изнајмио за пут око целе Африке, и према томе би феничански морепловци били уживали у погледу на Тајбл Беј двадесет векова пре него што је Васко да Гама дао овом крају данашње име Рт добре наде. Можда је ова прича истинита, а можда и није, али сигурно знамо да су Картагињани, који су били само феничански колонисти, истражили западну обалу Африке све до рта Бланко, хиљаду и пет стотина миља јужно од Гибралтара, и да су основали више трговачких средишта у оном крају. Они су такође открили и острва Капверде, хиљаду и седам стотина година пре него што су се појавили Португалци.

## Бродови
Феничани заиста не би могли све то постићи још у време, кад се Грци нису почели ни кретати, да нису имали неку бољу врсту лађе, и то не на весла него на једра, јер никако се нису могле прећи оне удаљености само помоћу људске погонске снаге.
Имамо врло мало података из прве руке о томе, како су биле опремљене феничанске лађе на овим путовањима. Чини се, да су Феничани у почетку били задовољни с оним чудноватим јарболом, који нам је познат из египатских слика, а који је личио на грчко слово Л. Будући да су они редовно пловили у смеру ветра (појам о крстарењу против ветра је северњачки изум много каснијег датума), такав јарбол је био сасвим довољан за њихове потребе, иако није могао бити тако поуздан као јарбол направљен из једне греде. Понекад су употребљавали два једра уместо једнога, и то једно с леве, а друго с десне стране крста на јарболу. Но слике много новијег датума, слике касније римске ратне лађе, саграђене по оригиналном феничанском узору, показују, да су они постепено напустили двоструки јарбол за обични. И даље су остали код четвртастог једра, али су каткад знали подићи мали јарбол с једром на предњем делу брода, да би му тако повећали стабилност и олакшали управљање.
Чини се, да су Феничани знали и за сидро. Тако капетан није морао више извлачити своју лађу на суво после сумрака, већ је могао остати на ма којој тачки воде, под условом да је време било прилично мирно и море доста плитко да би сидро могло дотаћи дно.
Они још нису знали за челична, гвоздена или бронзана сидра. Уместо тога служили су се тешким стенама или врећама од животињских кожа које би испунили камењем.
Има један сегмент живота на броду, о којем бисмо радо знали нешто више, то јест, како су ови давни морепловци могли носити довољно хране и питке воде за тако дуга путовања? Док су остајали на Средоземном мору, с његовим прикладним лукама, они су се по потреби могли искрцати да приреде јело и набаве свеже питке воде. Но питање је постајало теже изван гибралтарских врата и дуж западне обале Африке, где се и данас сва роба превози на обалу помоћу нарочитих чамаца, јер уопште нема лука. Али морамо се сетити, да су Феничани, као све семитске расе те као модерни Арапи и Бербери, били врло умерени у својим дневним потребама. Прегршт урми или сувога грожђа била је просечном морнару довољна храна за двадесет и четири сата. А од лончара источног Средоземног мора узимали су посуде за питку воду, док виноградари Цезарове Галије нису пронашли оне бачве, које су скоро две хиљаде година биле једино средство, помоћу којега су наши поморци у прошлости могли превозити вино, пиво, ракију и воду.
Не треба нарочито спомињати, да су ова путовања била дуга и досадна. Али азијски дух није немиран као европски. На модерној лађи, која превози ходочаснике у Меку, брзо ћете приметити, да време за путнике не значи ништа. Они знају сатима мирно седети не радећи уопште ништа: само седе и ништа не раде. Сентиментални супутници, којима је то прво путовање на Исток, правиће примедбе о дубоким медитативним способностима оријенталне душе. Они који познају стварне чињенице, знају да отмени Оријенталац може провести читаве недеље у таквом стању скоро потпуне обамрлости, јер је тако пун равнодушности, да нема смисла ни за што.
Дакле, досаду ових путовања, која често мора да су трајала годинама, ови давни морепловци нису тако тешко осећали, као што бисмо је ми данас осетили. Осим тога било је оних бројних игара случаја, које су исто тако део брода, који долази из Оријента, као и бродски штакори. Кад је путовање било завршено, делио се плен и онда је следило неколико недеља бурног живота и љубави и коцкања у крчмама домаће луке. И тад опет натраг на тврду даску бродске палубе, на пут у Таршиш или Бејрут по оне кедрове са Либанонске горе, који су њиховом комшији краљу Соломону били потребни за градњу храма у малом граду феничанског залеђа, а које је требало у низу дивовских сплавова повући до Јафе.
Или је требало отпловити у маглом покривена северна мора, где су неукроћени дивљаци имали врло драгоцени метал, познат под именом калај.
Заправо то и није био живот, ако га меримо данашњим мерилима. Али то је био нормалан живот свих морнара од оних раних дана све до наших времена. Па и данас би се феничански морнар из шестог века п. н. е. осећао код куће на модерном теретном пароброду. Наравно, нашао би неких побољшања. Донекле редовно би добијао топло јело, и данас више не би био продан у ропство. Али храна би била баш тако лоша као што је била у доба његове младости, и узевши у обзир прилике, које владају данас на морима, био би присиљен да ради за мало већу награду него што ју је пре имао, кад је био морнар краља Хирама, феничанског монарха, који нам је натоварио на врат још нерешен проблем земље Офир.
Феничани су производили пурпурну боју високог квалитета, којом су бојили тканине а тајну њене производње себично чували. Боја се добијала из неких врста шкољки, а цена хаљина је била толико висока да су их могли купити само најбогатији.

## Историја
Градови Феничана изборили стекли су своју независност око 1200. године као резултат пада Хетитског краљевства (Новохетитске државе). Експанзија Асирије у 8. веку п. н. е. довело је до губитка независности важних трговачких центара у Сирији што је довело до тога да Феничани постану главни набављачи сировина Асирском царству. Због тога су били принуђени да своју трговачку мрежу прошире ван источног Средоземља. Тако је дошло до оснивања разних трговачких колонија широм Медитерана. Године 538. п. н. е. Феникију су покорили Персијанци, 63. п. н. е. Римљани. Њихово словно писмо из 14. века п. н. е. представља основу свих других западносемитских азбука, а тиме и европских, монголских и индијских писама.